# Грезля (зупинний пункт)
Гре́зля — залізничний зупинний пункт Коростенської дирекції Південно-Західної залізниці.
Розташований за кількасот метрів від села Гладковичі Овруцького району Житомирської області на лінії Овруч — Вільча між станціями Овруч (11 км) та Рача (22 км).
Станом на лютий 2020 року пасажирське сполучення відсутнє, здійснюються промислові перевезення.